# خریستو ملادنوف
خریستو ملادنوف (بلغاری: Хpиcтo Cтeфaнoв Mлaдeнoв؛ ۷ ژانویهٔ ۱۹۲۸ – ۲۴ اوت ۱۹۹۶) بازیکن و مربی فوتبال اهل بلغارستان بود.